# 資料壓縮比
資料壓縮比，或簡稱作壓縮比，是電腦科學與資訊理論中用來評斷資料壓縮演算法好壞的指標之一。通常可藉由資料壓縮比得知資料被壓縮的程度，進而判斷縮壓演算法的優劣。

## 定義
資料壓縮比的定義如下：
資料壓縮比{\displaystyle ={\frac {B_{0}}{B_{1}}}}， 
{\displaystyle B_{0}}為資料壓縮前的位元數（資料量大小），{\displaystyle B_{1}}為資料壓縮後的位元數。
此外，也有人定義節省空間比率：
節省空間率{\displaystyle =1-{\frac {B_{1}}{B_{0}}}}， 
舉例而言，假設一張灰階圖片每個畫素均用16位元表示（16 bit/pixel or 16 bpp），而壓縮後的圖片每個畫素均用4位元表示，則資料壓縮比為16/4 = 4，換言之，此壓縮演算法減少了1-(4/16) = 75%的資料量。
一般而言，任何資料壓縮演算法，無論是有損壓縮演算法或是無損壓縮演算法，其資料壓縮比理論上必大於1。因為資料壓縮後的位元數理論上應小於資料壓縮前的位元數，不然就沒有達到減少資料量的效果了。資料壓縮比越大代表著資料被壓縮的越小。
然而，當資料壓縮比越大時並不代表資料壓縮演算法越好，因為資料壓縮比可藉由犧牲重建資料的品質來提升。所以資料壓縮比大的演算法可能意味著重建資訊會有很嚴重的失真情形。
要評估資料壓縮演算法的好壞，需同時考慮資料壓縮比、重建資料品質與演算法計算複雜度...等等。

## 無損壓縮
無損壓縮是資料壓縮演算法的其中一個類別，無損壓縮指的是資料在進行壓縮時不會受損，在解壓縮後仍可回到原樣，它的好處是能將檔案還原回原貌，不會有失真的情形發生。但相對的，無損壓縮能獲得的資料壓縮比會比較小。

## 有損壓縮
有損壓縮，或稱為破壞性資料壓縮，也是資料壓縮演算法的其中一個類別，它指的是資料在進行壓縮時會受損，以至解壓縮後的資料無法還原回原貌，會有失真的情形。它的道理簡單來說就是犧牲掉一些訊息以換取更小的資料量。與無損壓縮相比，有損壓縮演算法的優點是能有較大資料壓縮比，但缺點是解壓縮後的資料會有失真的情形。常見的有損資料壓縮有JPEG、MP3......等等。